# Business Application Programming Interface
Business Application Programming Interface (BAPI) ist eine standardisierte Programmierschnittstelle der SAP-Business-Objekte. BAPIs ermöglichen es externen Programmen, auf die Daten und Geschäftsprozesse des SAP ERP zuzugreifen.
Ein BAPI ist als Methode eines SAP-Business-Objekts definiert. Damit ein Anwendungsprogramm eine BAPI-Methode verwenden kann, muss es lediglich „wissen“, wie die Methode aufzurufen ist. 
BAPIs stellen sichtbare Schnittstellen an den Komponenten-Grenzen dar und sorgen aufgrund ihrer Eigenschaften für die Integration dieser Komponenten.
BAPIs ermöglichen eine Integration auf betriebswirtschaftlicher und nicht auf technischer Ebene. Somit wird eine größere Stabilität der Kopplung und eine Unabhängigkeit von der eingesetzten Kommunikationstechnologie gewährleistet.